# 弗蘭克·倫茨
弗蘭克·倫茨（英語：Frank Luntz，1962年2月23日—）是美國的一位政治顧問、民調專家和「輿論專家（public opinion guru）」 。他最近主要活躍在福斯新聞頻道，是福斯新聞頻道的固定評論員和分析家之一。他出版有四本著作。